# حازم محمد
حازم محمد هو لاعب رماية مصري، ولد في 20 سبتمبر 1969.

## وصلات خارجية
- حازم محمد على موقع أرشيف الشارخ.
- حازم محمد على موقع الاتحاد الدولي (الإنجليزية)
- حازم محمد على موقع أوليمبيديا (الإنجليزية)